# Уська-Русская
У́ська-Ру́сская — упраздненное село в Ванинском районе Хабаровского края, входило в состав Уська-Орочского сельского поселения. Исключено из учётных данных в 2024 году.

## Население
| 2002 | 2010 | 2011 | 2012 | 2021 |
| ---- | ---- | ---- | ---- | ---- |
| 17   | ↘0   | →0   | →0   | →0   |